# École de médecine de Vienne
Pour les articles homonymes, voir École de Vienne.
L’école de médecine de Vienne fait référence à deux périodes importantes d'enseignement médical et de recherche entre le deuxième quart du XVIIIe siècle et le deuxième quart du XXe siècle ainsi qu'à la pratique de la médecine clinique dans les institutions médicales de Vienne et à leur application en Europe centrale et du sud-est.

## Première école de médecine de Vienne
Elle commence en 1745 lorsque l'archiduchesse Marie-Thérèse fait venir le Néerlandais Gerard van Swieten à la cour de Vienne en tant que médecin personnel. À la suggestion de van Swieten et avec le soutien financier de la cour, la première clinique moderne de Vienne est fondée en 1754. Le docteur Anton de Haen est son premier directeur ; son successeur est Maximilian Stoll. Les docteurs Leopold Auenbrugger et Anton von Störck viennent dans cette clinique en tant qu'assistants puis poursuivent l'enseignement médical et la recherche.
En 1784, l'empereur Joseph II fonde le premier hôpital général de Vienne (de). Après des difficultés initiales, Johann Peter Frank est appelé et le réorganise en 1809 et ouvre ainsi de nouvelles possibilités pour la recherche médicale. Le gynécologue Johann Lukas Boër (de) établit l'obstétrique comme matière indépendante et en 1812 l'ophtalmologiste Georg Joseph Beer fonde la première chaire d'ophtalmologie à l'université de Vienne.
Un changement de paradigme est le passage de la méthode philosophique naturelle à la méthode scientifique et le début d'une nouvelle ère.

## Deuxième école de médecine de Vienne
Le pathologiste Carl von Rokitansky, créateur de l'institut pathologique de Vienne, se considère comme un concurrent de Rudolf Virchow, mais avec Joseph Škoda et Ferdinand von Hebra, Rokitansky est l'un des premiers à suivre les théories d'Ignace Philippe Semmelweis.
Le psychiatre Theodor Hermann Meynert, le neurologue Ludwig Türck (de), le psychiatre et neurologue Constantin von Economo, le physiologiste Johann Nepomuk Czermak et bien d'autres enseignent et font des recherches en tant que chargé de cours à l'université et dans les cliniques de Vienne.
En 1867, le chirurgien Theodor Billroth vient à Vienne, on le considère comme un "élève" de Joseph Lister, l'"école Billroth" est créée grâce à ses activités d'enseignement. Grâce à ses recherches, le laryngologue Leopold Schrötter von Kristelli accroît la réputation de l'hôpital universitaire de Vienne. Eduard Jäger von Jaxtthal (de) s'appuie sur les recherches d'Ernst Wilhelm von Brücke et Hermann von Helmholtz. Les ophtalmologistes Ferdinand Arlt (de), Ernst Fuchs, Carl Stellwag von Carion (de) et Carl Koller poursuivent le travail scientifique de leurs prédécesseurs. Johann Oppolzer (de) fonde le diagnostic et la thérapie holistiques.
Le sérologue Karl Landsteiner et le physiologiste Robert Bárány reçoivent chacun un prix Nobel pour leurs recherches.
Avec la Première Guerre mondiale, la recherche médicale est délaissée. Un autre tournant décisif est la persécution et l'expulsion de nombreux médecins juifs au cours de l'Anschluss en 1938.

## Source, notes et références
- (de) Cet article est partiellement ou en totalité issu de l’article de Wikipédia en allemand intitulé « Wiener Medizinische Schule » (voir la liste des auteurs).

1. ↑  (de) Othmar Keel, L'avènement de la médecine clinique moderne en Europe, 1750-1815 : Politiques, institutions et savoirs, Presses de l'Université de Montréal, 2001, 542 p. (ISBN 9782760618220, lire en ligne), p. 186
2. ↑  Stéphane Frioux, Patrick Fournier, Sophie Chauveau, Hygiène et santé en Europe de la fin du XVIIIe siècle aux années 1920, Editions Sedes, 2011, 256 p. (ISBN 9782301001917, lire en ligne)